# 李处温
李处温（？—1122年），辽朝析津府人。
李处温是耶律俨的侄子，耶律俨原姓李。萧奉先推荐他为宰相。保大二年（1122年），金军攻下辽朝中京，天祚帝西逃。他在南京析津府拥立耶律淳为皇帝，李处温担任太尉。大势搜刮民脂民膏。耶律淳死后，萧干以耶律淳之妻萧普贤女为皇太后摄政。李处温暗中勾结金朝和宋朝童贯，作为内应，被萧普贤女所杀。

## 延伸阅读
[在维基数据编辑]
 《遼史/卷102》，出自脱脱《遼史》